# Euphyia nivesecta
Euphyia nivesecta là một loài bướm đêm trong họ Geometridae.